# Lafourche megye
Lafourche megye az Amerikai Egyesült Államokban, azon belül Louisiana államban található. Megyeszékhelye és legnagyobb városa Thibodaux. Lakosainak száma 97 557 fő (2020. április 1.). Lafourche megye St. James, Assumption, Terrebonne, Saint John the Baptist, Saint Charles és Jefferson megyékkel határos.

## Népesség
A megye népességének változása:
| Lakosok száma | 96 668 | 96 919 | 96 965 | 97 141 | 98 325 | 97 557 |
|               | 2010   | 2011   | 2012   | 2013   | 2015   | 2020   |